# Stieltjesmonument
Het Stieltjesmonument is een gedenkteken op het Noordereiland in de Nederlandse gemeente Rotterdam ter nagedachtenis aan Th.J. Stieltjes.

## Achtergrond
Thomas Joannes Stieltjes sr. (Leuven 1819 - Rotterdam 1878) was militair en waterstaatkundig ingenieur. Hij wordt gezien als de architect van de aanleg van de havens in de wijk Feijenoord ten zuiden van de Nieuwe Maas. 
In 1882 werd de gemeente toestemming gevraagd voor de oprichting van een gedenkteken. Het monument werd ontworpen door architect Eugen Gugel, het werk werd uitgevoerd door de firma Margry en Snickers. De beeldhouwer Eugène Lacomblé maakte een reliëfportret in wit marmer. Dit medaillonportret bevindt zich in de collectie van het Museum Boijmans Van Beuningen, aan het monument werd een galvanoplastiek gehangen.
De overdracht van het gedenkteken en het medaillon vond plaats op 17 mei 1884, tijdens een plechtigheid op het stadhuis van Rotterdam. Na een lunch gingen de genodigden per tram naar het monument, waar een aantal redes werd gehouden.

## Beschrijving
Het gedenkteken bestaat uit een ongeveer tien meter hoge, gecanneleerde zuil op een vierkante sokkel. Het kapiteel van de zuil, waarin aan vier zijden een kop met een gevleugelde helm is te zien, wordt bekroond door een pijnappel. De hardstenen sokkel is gedecoreerd met pilasters, gestileerde kapitelen en guirlandes. Op twee zijden is een gedenkplaat geplaatst met binnen cartouches de opschriften "Thomas Johannes Stieltjes 1819-1878" en "Hulde van vrienden en vereerders 1883". Aan de oostzijde is het en profilportret van Stieltjes aangebracht, aan de westzijde een reliëf van een lauwerkrans en attributen die verwijzen naar Stieltjes als ingenieur en krijgskundige (passer, driehoek en helm). Oorspronkelijk was er een hek rond het monument geplaatst.

## Waardering
Het gedenkteken werd in 1973 als rijksmonument opgenomen in het Monumentenregister, het is van "algemeen belang vanwege architectuur - en cultuurhistorische waarde, alsook van belang uit stedenbouwkundig oogpunt."

## Foto's

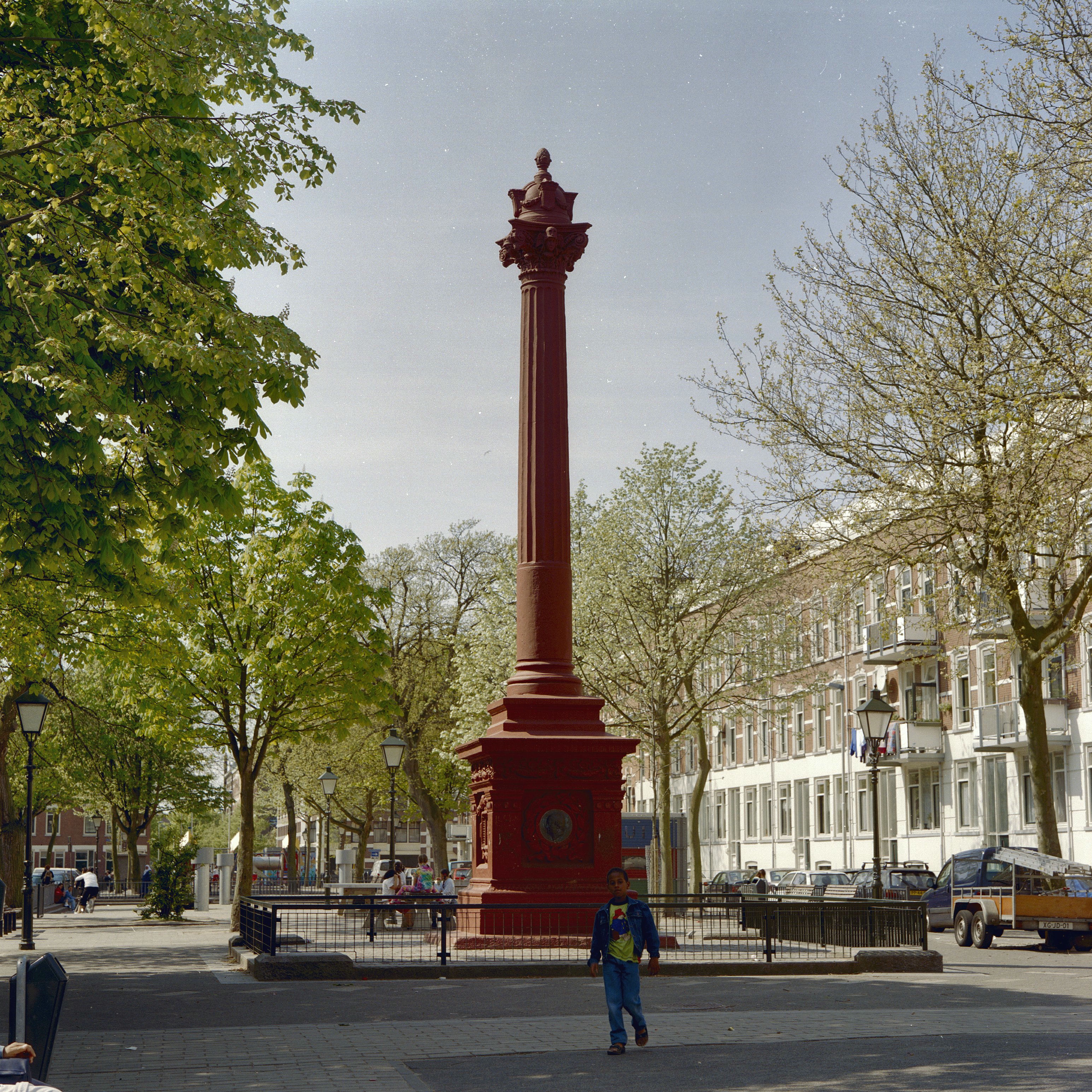
Zijde met het portret van Stieltjes
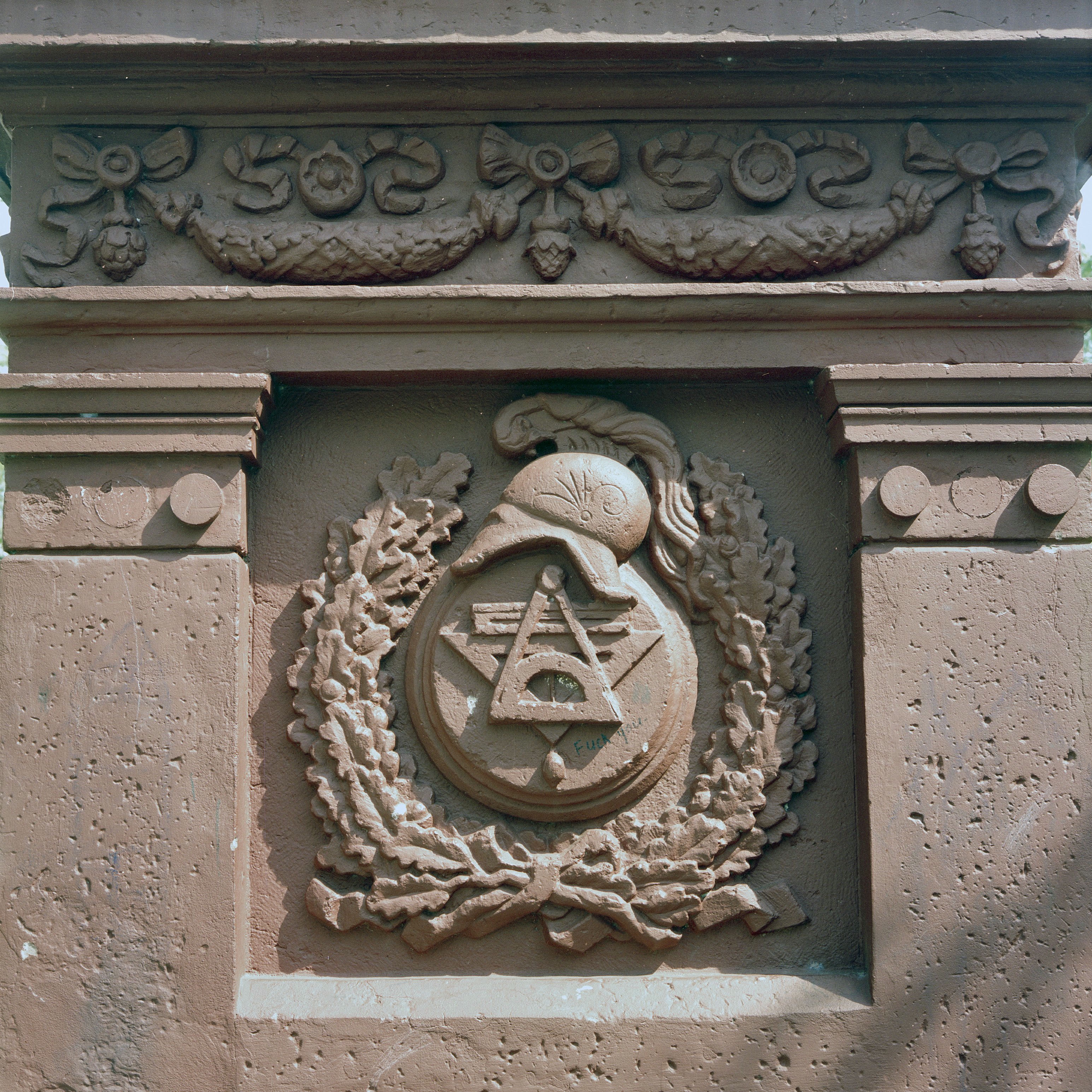
Detail van het basement